# Sandaotong (köpinghuvudort i Kina, Heilongjiang Sheng, lat 45,68, long 129,74)
Sandaotong (kinesiska: 三道通, 三道通镇) är en köpinghuvudort i Kina. Den ligger i provinsen Heilongjiang, i den nordöstra delen av landet, omkring 240 kilometer öster om provinshuvudstaden Harbin. Antalet invånare är 22 381. Befolkningen består av 10 873 kvinnor och 11 508 män. Barn under 15 år utgör 10,0 %, vuxna 15-64 år 81 %, och äldre över 65 år 7,0 %.
Runt Sandaotong är det ganska tätbefolkat, med 60 invånare per kvadratkilometer. Trakten runt Sandaotong består till största delen av jordbruksmark.
Genomsnittlig årsnederbörd är 853 millimeter. Den regnigaste månaden är juli, med i genomsnitt 184 mm nederbörd, och den torraste är januari, med 6 mm nederbörd.